# Светски куп у биатлону 2013/14 — 3. коло
Треће коло Светског купа у биатлону 2013/14 одржано је од 12. до 15. децембра 2013. године у Ансију, (Француска).

## Сатница такмичења
| Датум        | Време (CET) | Дисциплина                |
| ------------ | ----------- | ------------------------- |
| 12. децембар | 14:30       | Женска штафета 4 х 6 км   |
| 13. децембар | 13:30       | Мушка штафета 4 х 7,5 км  |
| 14. децембар | 10:30       | Спринт 7,5 км, жене       |
| 14. децембар | 13:15       | Спринт 10 км, мушкарци    |
| 15. децембар | 11:15       | Потера 10 км, жене        |
| 15. децембар | 13:25       | Потера 12,50 км, мушкарци |

## Резултати такмичења

### Мушкарци
| Дисциплина:               | Злато:                                                                            | Време                                         | Сребро:                                                             | Време                                         | Бронза:                                                                        | Време                                                     |
| Штафета 4 х 7,5 км детаљи | Русија · Ivan Tcherezov · Александар Логинов · Јевгениј Гараничев · Антон Шипулин | 1:14:01,8 (0+0) (0+2) (0+0) (0+1) (0+0) (0+0) | Немачка · Ерик Лесер · Андреас Бирнбахер · Арнд Пајфер · Симон Шемп | 1:14:02,1 (0+0) (0+2) (0+1) (0+0) (0+0) (0+1) | Аустрија · Кристоф Зуман · Данијел Мезотич · Доминик Ландертингер · Симон Едер | 1:14:28,6 (0+0) (0+1) (0+0) (0+2) (0+0) (0+1) (0+0) (0+3) |
| Спринт 10 км детаљи       | Јоханес Тингнес Бе · Норвешка                                                     | 22:06,7 (0+0)                                 | Ондреј Моравец · Чехословачка                                       | 22:39,6 (0+0)                                 | Мартен Фуркад · Француска                                                      | 22:43,8 (0+1)                                             |
| Потера 12,5 км детаљи     | Јоханес Тингнес Бе · Норвешка                                                     | 31:43.7 (0+1+0+0)                             | Ерик Лесер · Немачка                                                | 32:21.2 (0+0+0+0)                             | Антон Шипулин · Русија                                                         | 32:22.8 (0+0+1+0)                                         |

### Жене
| Дисциплина:             | Злато:                                                                             | Време                                                     | Сребро:                                                                   | Време                                         | Бронза:                                                            | Време                                         |
| Штафета 4 х 6 км детаљи | Немачка · Франциска Пројс · Андреа Хенкел · Франциска Хилдербранд · Лаура Далмајер | 1:06:27,8 (0+1) (0+1) (0+0) (0+0) (0+0) (0+1) (0+0) (0+0) | Украјина · Јулија Џима · Вита Семеренко · Ваљ Семеренко · Олена Пидрушина | 1:06:51,1 (0+0) (0+3) (0+0) (0+1) (0+0) (0+0) | Норвешка · Тирил Екхоф · Фани Хорн · Синеве Солемдал · Тора Бергер | 1:06:51,6 (0+1) (0+2) (0+1) (0+1) (0+0) (0+2) |
| Спринт 7,5 км детаљи    | Селина Гаспарин · Швајцарска                                                       | 20:51,4 (0+0)                                             | Кајса Мекерејнен · Финска                                                 | 20:59,7 (0+1)                                 | Ваљ Семеренко · Украјина                                           | 21:02,9 (0+1)                                 |
| Потера 10 км детаљи     | Ваљ Семеренко · Украјина                                                           | 28:05,4 (1+0+0+0)                                         | Irina Starykh · Русија                                                    | 28:09,6 (0+0+0+0)                             | Тирил Екхоф · Норвешка                                             | 28:20,9 (0+0+1+0)                             |

## Биланс медаља
| Земља      |   |   |   |    |
| ---------- | - | - | - | -- |
| Норвешка   | 2 | 0 | 2 | 4  |
| Немачка    | 1 | 2 | 0 | 3  |
| Украјина   | 1 | 1 | 1 | 3  |
| Русија     | 1 | 1 | 1 | 3  |
| Швајцарска | 1 | 0 | 0 | 1  |
| Чешка      | 0 | 1 | 0 | 1  |
| Финска     | 0 | 1 | 0 | 1  |
| Аустрија   | 0 | 0 | 1 | 1  |
| Француска  | 0 | 0 | 1 | 1  |
| Укупно (9) | 6 | 6 | 6 | 18 |

## Успеси
Навећи успеси свих времена
| - Јоханес Тингнес Бе, Норвешка, 1. место у спринту - Михал Крчмар, Чешка, 24. место у спринту - Tomas Hasilla, Словачка, 32. место у спринту - Симон Кочевар, Словенија, 61. у стинту - Grzegorz Guzik, Пољска, 101. место у спринту - Quentin Fillon Maillet, Француска, 37. масето у потери | - Франциска Пројс, Немачка, 6. место у спринту - Река Ференц, Румунија, 18. место у спринту - Ева Пушкарчикова, Чешка, 25. место у спринту - Десислава Стојанова, Бугарска, 17. место у спринту - Галина Вишњевска, Казахстан, 36. место у спринту - Дарла Јурлова, Естонија, 39. место у спринту - Аита Гаспарин, Швајцарска, 83. место у спринту - Лаура Далмајер, Немачка, 5. место у потери |

Прва трка у светском купу
| - Quentin Fillon Maillet, Француска, 55. место у спринту | - Лиза Тереза Хаузер, Аустрија, 33. место у спринту - Lucie Charvatova, Чешка, 70. место у спринту - Ivova Fialkova, Словачка, 88. место у спринту - Karolina Batozynska, Пољска, 89. место у спринту |